# بينيفيلي (لويزيانا)
بينيفيلي (بالإنجليزية: Pineville, Louisiana)‏ هي مدينة تقع في الولايات المتحدة في لويزيانا. يقدر عدد سكانها بـ 14,555 نسمة .

## التركيبة السكانية
حدّد مكتب تعداد الولايات المتحدة بيانات التركيبة السكانية لبينيفيلي في تعداد الولايات المتحدة. في ما يلي، التركيبة السكانية حسب تعدادي 2000 و2010.

### تعداد عام 2000
بلغ عدد سكان بينيفيلي 13,829 نسمة بحسب تعداد عام 2000، وبلغ عدد الأسر 4,994 أسرة وعدد العائلات 3,120 عائلة مقيمة في المدينة. في حين سجلت الكثافة السكانية 406.9 نسمة لكل كيلومتر مربع (1,053.9/ميل2). وبلغ عدد الوحدات السكنية 5,448 وحدة بمتوسط كثافة قدره 160.3 لكل كيلومتر مربع (415.2/ميل2).
وتوزع التركيب العرقي للمدينة بنسبة 69.57% من البيض و26.08% من الأمريكيين الأفارقة و0.51% من الأمريكيين الأصليين و1.90% من الأمريكيين ذوي الأصول الآسيوية و0.09% من سكان جزر المحيط الهادئ و0.30% من الأعراق الأخرى و1.55% من عرقين مختلطين أو أكثر و1.14% من الهسبانيون أو اللاتينيون من أي عرق.
بلغ عدد الأسر 4,994 أسرة كانت نسبة 34% منها لديها أطفال تحت سن الثامنة عشر تعيش معهم، وبلغت نسبة الأزواج القاطنين مع بعضهم البعض 44.4% من أصل المجموع الكلي للأسر، ونسبة 14.6% من الأسر كان لديها معيلات من الإناث دون وجود شريك، بينما كانت نسبة 3.5% من الأسر لديها معيلون من الذكور دون وجود شريكة وكانت نسبة 37.5% من غير العائلات. تألفت نسبة 32.5% من أصل جميع الأسر من عدة أفراد يعيشون في نفس المنزل ونسبة 12.2% كانت تتألف من شخص يعيش بمفرده يبلغ من العمر 65 عاماً أو أكثر. وبلغ متوسط حجم الأسرة المعيشية 2.35، أما متوسط حجم العائلات فبلغ 3.00.
بلغ العمر الوسطي للسكان 35.3 عاماً. وكانت نسبة 22% من القاطنين تحت سن الثامنة عشر، وكانت نسبة 8.6% بين الثامنة عشر والرابعة والعشرين عاماً، ونسبة 23.8% كانت واقعةً في الفئة العمرية ما بين الخامسة والعشرين والرابعة والأربعين عاماً، ونسبة 19.1% كانت ما بين الخامسة والأربعين والرابعة والستين، ونسبة 11.4% كانت ضمن فئة الخامسة والستين عاماً فما فوق. يوجد لكل 100 أنثى 88.9 ذكر، ويوجد لكل 100 أنثى في الثامنة عشر من عمرها فما فوق 85.6 ذكر.
بلغ متوسط دخل الأسرة في المدينة 29,159 دولارًا، أما متوسط دخل العائلة فبلغ 37,735 دولارًا. وكان متوسط دخل الذكور 30,205 دولارًا مقابل 21,154 دولارًا للإناث. وسجل دخل الفرد الخاص بالمدينة 15,969 دولارًا. وكانت نسبة 14.3% من العائلات ونسبة 20.8% من السكان تحت خط الفقر، وكان من هؤلاء نسبة 21.5% تحت سن الثامنة عشر ونسبة 19.9% في الخامسة والستين من العمر وما فوق.

### تعداد عام 2010
بلغ عدد سكان بينيفيلي 14,555 نسمة بحسب تعداد عام 2010، وبلغ عدد الأسر 5,621 أسرة وعدد العائلات 3,395 عائلة مقيمة في المدينة. في حين سجلت الكثافة السكانية 428.2 نسمة لكل كيلومتر مربع (1,109.0/ميل2). وبلغ عدد الوحدات السكنية 6,105 وحدة بمتوسط كثافة قدره 179.6 لكل كيلومتر مربع (465.2/ميل2).
وتوزع التركيب العرقي للمدينة بنسبة 64.61% من البيض و30.80% من الأمريكيين الأفارقة و0.51% من الأمريكيين الأصليين و1.55% من الأمريكيين ذوي الأصول الآسيوية و0.09% من سكان جزر المحيط الهادئ و0.56% من الأعراق الأخرى و1.89% من عرقين مختلطين أو أكثر و2.58% من الهسبانيون أو اللاتينيون من أي عرق.
بلغ عدد الأسر 5,621 أسرة كانت نسبة 32.5% منها لديها أطفال تحت سن الثامنة عشر تعيش معهم، وبلغت نسبة الأزواج القاطنين مع بعضهم البعض 37.8% من أصل المجموع الكلي للأسر، ونسبة 17.8% من الأسر كان لديها معيلات من الإناث دون وجود شريك، بينما كانت نسبة 4.8% من الأسر لديها معيلون من الذكور دون وجود شريكة وكانت نسبة 39.6% من غير العائلات. تألفت نسبة 33.3% من أصل جميع الأسر من عدة أفراد يعيشون في نفس المنزل ونسبة 11.2% كانت تتألف من شخص يعيش بمفرده يبلغ من العمر 65 عاماً أو أكثر. وبلغ متوسط حجم الأسرة المعيشية 2.33، أما متوسط حجم العائلات فبلغ 2.99.
بلغ العمر الوسطي للسكان 33.6 عاماً. وكانت نسبة 22.9% من القاطنين تحت سن الثامنة عشر، وكانت نسبة 13.3% بين الثامنة عشر والرابعة والعشرين عاماً، ونسبة 27.3% كانت واقعةً في الفئة العمرية ما بين الخامسة والعشرين والرابعة والأربعين عاماً، ونسبة 23.5% كانت ما بين الخامسة والأربعين والرابعة والستين، ونسبة 13% كانت ضمن فئة الخامسة والستين عاماً فما فوق. وتوزع التركيب الجنسي للسكان بنسبة 48.8% ذكور و51.2% إناث.

## أعلام
- نيكيتا ويلسون
- لانس هاريس
- لاري باركر
- جون س. موسر
- بوبي مور
- جستين غاستون
- كين جونسون
- فرانك مورو